# سويبو مارو
سويبو مارو (بالإنجليزية: Souaibou Marou) هو لاعب كرة قدم كاميروني من مواليد 3 ديسمبر 2000 يلعب كمهاجم لنادي القطن والمنتخب الكاميروني.
بدأ مارو مسيرته الكروية مع فريق القطن الكاميروني، وساهم في الفوز بالدوري. تم اختياره في تشكيلة الكاميرون للمشاركة في بطولة كأس العالم 2022.

## وصلات خارجية
- سويبو مارو على موقع ساكواي.